# شوبر
شوبر إحدى قرى مركز طنطا التابع لمحافظة الغربية بجمهورية مصر العربية، ويجاورها قرى خرسيت ومحلة منوف ومحلة مرحوم وبرما.

## التاريخ
قرية شوبر من القرى القديمة، حيث وردت باسم «شوبر» في أعمال الغربية ضمن قرى الروك الصلاحي التي أحصاها ابن مماتي في كتاب قوانين الدواوين، كما وردت باسم «شوبر» في أعمال الغربية ضمن قرى الروك الناصري التي أحصاها ابن الجيعان في كتاب «التحفة السنية بأسماء البلاد المصرية». وردت باسم «شوبر» في التربيع العثماني الذي أجراه الوالي العثماني سليمان باشا الخادم في عصر السلطان العثماني سليمان القانوني ضمن قرى ولاية الغربية، وفي تاريخ 1228هـ/1813م الذي عدّ قرى مصر بعد المسح الذي قام به محمد علي باشا باسم «شوبر» ضمن قرى مديرية الغربية.

## التعليم
تصل نسبة الأمية في القرية إلى 41.23% بين من تجاوزوا العاشرة من عمرهم، بينما تصل نسبة من حصلوا على تعليم جامعي إلى 2.59% من جملة السكان.

## السكان
بلغ عدد سكان شوبر 22,750 نسمة حسب تقدير عام 2018. ذكر في تعداد 1986 أن القرية بها أقلية مسيحية.
| السنة  | 1882 | 1897 | 1907 | 1927 | 1947 | 1960 | 1976 | 1986   | 1996   | 2006   | 2018   |
| ------ | ---- | ---- | ---- | ---- | ---- | ---- | ---- | ------ | ------ | ------ | ------ |
| القرية | 4096 | 5560 | 6401 | 6994 | 6479 | 7416 | 8138 | 11,382 | 13,947 | 16,235 | 22,750 |

## الأعلام
- محمد المنياوي (10 أكتوبر 1998 -) رافع أثقال بفائز بذهبية الألعاب البارالمبية الصيفية 2024.[16][17]
- السيد نصير (1905 - 1977) رباع مصري وهو أول مصري وعربي يفوز بميدالية ذهبية في الدورات الأوليمبية.[18]